# 约翰·麦卡锡
约翰·麦卡锡（英語：John McCarthy，1927年9月4日—2011年10月24日），生于美国马萨诸塞州波士顿，计算机科学家。他因在人工智能领域的贡献而在1971年获得图灵奖。实际上，正是他在1956年的达特矛斯会议上提出了“人工智能”这个概念。

## 履历
1927年9月4日，约翰·麦卡锡出生於美國麻薩諸塞州波士頓。他的父親John Patrick是愛爾蘭裔美國人，母親Ida Glatt McCarthy是立陶宛的猶太人。
他于1948年获得加州理工学院数学学士学位，1951年获得普林斯顿大学数学博士学位。分别短暂地为普林斯顿大学、斯坦福大学、达特茅斯学院和麻省理工学院供职后，麦卡锡于1962年-2000年底在斯坦福担任教授，退休后成为名誉教授。
约翰·麦卡锡时常在网络论坛上对时事作出右翼倾向的评论。

## 成就贡献
麦卡锡发明了LISP并于1960年将其设计发表在《ACM通讯》上。他帮助推动了麻省理工学院的MAC项目。然而，他在1962年了离开麻省理工学院，前往斯坦福大学并在那里协助建立了斯坦福人工智能实验室，成为MAC项目多年来的一个友好的竞争对手。

## 奖项荣誉
- 1971年，麦卡锡获得了计算机界的最高奖项图灵奖。[6]
- 1988年，麦卡锡获得了京都奖。[6]
- 1990年，麦卡锡获得了美国国家科学奖章。[6]
- 1999年，麦卡锡成为了计算机历史博物馆研究员。[6]
- 2003年，由于麦卡锡在计算机和认知科学方面的成就，获得了富蘭克林獎章。[6]
- 2012年，麦卡锡获得了斯坦福大学工程英雄称号。[7]

## 哲学倾向
约翰麦卡锡出生在一个共产主义家庭。约翰麦卡锡是一个读书狂，乐观主义者，他是言论自由的坚定支持者。约翰麦卡锡经常在Usenet论坛上发表对国际事务的看法。也可以在他自己的主页上看到他的一些观点，主要是为了说明这个观点“人类的物质发展是可取的和可持续的”。
麦卡锡看到了数学和数学教育的重要性，他在自己的宝马车上有一条标语“不符合数学的，都是胡言乱语”。麦卡锡预言互联网文化和社交网络在今后10年将扮演重要角色。

## 參閲
- 斯坦福大學中心暨研究所（英语：Stanford University centers and institutes）(斯坦福人工智能實驗室 )